# 福莫蘇 (米納斯吉拉斯州)

福莫蘇（葡萄牙語：Formoso）是巴西的城鎮，位於該國東南部，由米納斯吉拉斯州負責管轄，始建於1963年3月1日，面積3,691平方公里，主要經濟活動有畜牧業和農業，2010年人口8,177，人口密度每平方公里2.22人。